# Poticuara exilis
Poticuara exilis är en skalbaggsart som först beskrevs av Bates 1881.  Poticuara exilis ingår i släktet Poticuara och familjen långhorningar. Inga underarter finns listade i Catalogue of Life.